# Sexo y sexualidad en la ficción especulativa
Los temas de sexo y sexualidad en la ficción especulativa son frecuentes en la ciencia ficción o géneros afines. Estos elementos pueden incluir representaciones de interacciones sexuales realistas en un entorno de ciencia ficción, un protagonista con una identidad sexual alternativa, un encuentro sexual entre un humano y un extraterrestre ficticio, o la exploración de las variantes de la experiencia sexual que se apartan de lo convencional.
La ciencia ficción y la fantasía han sufrido en ocasiones más restricciones que otros géneros narrativos en sus representaciones de la sexualidad y el género. Sin embargo, la ficción especulativa (speculative fiction) y la ciencia ficción blanda también ofrecen la libertad de imaginar sociedades alienígenas o galácticas diferentes de las culturas de la vida real, lo que la convierte en una herramienta para examinar los prejuicios sexuales, la heteronormatividad y los prejuicios de género, y permite al lector reconsiderar sus suposiciones culturales.
Antes de la década de 1960, la sexualidad explícita de cualquier tipo no era característica de la ficción especulativa de género debido al número relativamente alto de menores de edad entre el público al que iba dirigida. En la década de 1960, la ciencia ficción y la fantasía empezaron a reflejar los cambios impulsados por el movimiento en favor de los derechos civiles y la aparición de una contracultura. Los autores de ciencia ficción de la Nueva Ola y feministas imaginaron culturas en las que una variedad de modelos de género y relaciones sexuales atípicas eran la norma, y las representaciones de actos sexuales y de sexualidades alternativas se convirtieron en algo habitual.
Existe también la ciencia ficción erótica, que explora una sexualidad más explícita y la presentación de temas destinados a inducir la excitación.

## Análisis crítico
Como géneros de la literatura popular, la ciencia ficción y la fantasía a menudo parecen incluso más limitadas que la literatura sin género por sus convenciones de caracterización y los efectos que estas convenciones tienen en las representaciones de la sexualidad y el género. El sexo suele estar vinculado a lo desagradable en la ciencia ficción y el terror, y las tramas basadas en relaciones sexuales se han evitado principalmente en las narraciones de fantasía de género. Por otra parte, la ciencia ficción y la fantasía también pueden ofrecer más libertad que las literaturas sin género para imaginar alternativas a los supuestos predeterminados de heterosexualidad y superioridad masculina que impregnan algunas culturas.
En la ficción especulativa, la extrapolación permite a los escritores centrarse no en cómo son (o eran) las cosas, como hace la literatura sin género, sino en cómo las cosas podrían ser diferentes. Esto confiere a la ciencia ficción una cualidad que Darko Suvin ha denominado "alienación cognitiva": el reconocimiento de que lo que estamos leyendo no es el mundo tal y como lo conocemos, sino un mundo cuya diferencia nos obliga a reconsiderar nuestro propio mundo con la perspectiva de un observador externo. Cuando la extrapolación tiene que ver con la sexualidad o el género, puede obligar al lector a reconsiderar sus supuestos culturales heteronormativos; la libertad de imaginar sociedades diferentes de las culturas de la vida real convierte a la ciencia ficción en una herramienta incisiva para examinar los prejuicios sexuales.
En la ciencia ficción, estos rasgos alienantes incluyen tecnologías que alteran significativamente el sexo o la reproducción. En la fantasía, estas características incluyen figuras (por ejemplo, deidades mitológicas y arquetipos heroicos) que no están limitadas por las ideas preconcebidas sobre la sexualidad y el género humanos, lo que permite reinterpretarlas. La ciencia ficción también ha representado una plétora de métodos alienígenas de reproducción y sexo.
Uranian Worlds, de Eric Garber y Lyn Paleo, es una guía autorizada de la literatura de ciencia ficción con temática gay, lésbica, transexual y afines. El libro abarca la literatura de ciencia ficción publicada antes de 1990 (2.ª edición), y ofrece una breve reseña y comentarios sobre cada obra.

### Temáticas exploradas
Algunos de los temas explorados en la ficción especulativa son:
- Sexo con extraterrestres, máquinas y robots sexuales.
- Tecnología reproductiva: clonación, úteros artificiales, partenogénesis e ingeniería genética.
- Igualdad sexual entre hombres y mujeres.
- Sociedades dominadas por hombres y mujeres, incluidos mundos con un único género.
- Poliamor.
- Cambio de roles de género.
- Homosexualidad y bisexualidad.
- Androginia y cambios de sexo.
- Sexo en la realidad virtual.
- Otros avances tecnológicos para el placer sexual, como la teledildónica.
- Asexualidad.
- Mpreg, abreviatura en inglés de "male pregnancy" o embarazo masculino.[6][7][8]
- Tabúes sexuales y moralidad.
- Sexo en gravedad cero.
- Control de la natalidad y otras medidas más radicales para evitar la superpoblación.

## Literatura de ciencia ficción

### Protociencia ficción

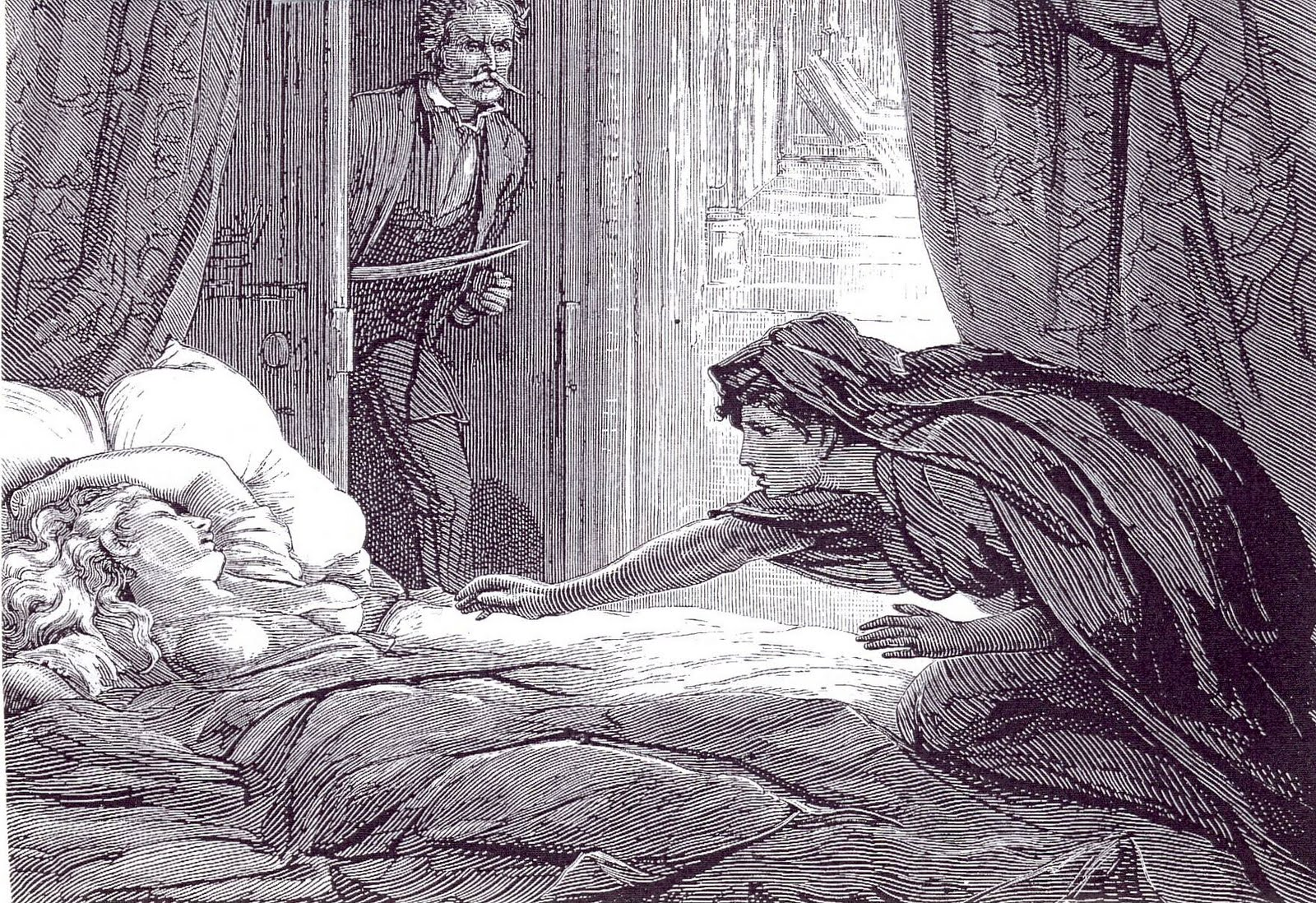
Ilustración de D. H. Friston que acompañó la primera publicación de la novela lésbica de vampiros Carmilla en la revista The Dark Blue en 1872.

Historia verdadera, relato en lengua griega del escritor asirio Luciano (120-185 d. C.), ha sido calificado como el primer relato de ciencia ficción de la historia. El narrador se ve de repente envuelto por un tifón y arrastrado hasta la Luna, habitada por una sociedad de hombres que están en guerra con el Sol. Después de que el héroe se distingue en combate, el rey le da a su hijo, el príncipe, en matrimonio. La sociedad exclusivamente masculina se reproduce (sólo los hijos varones) dando a luz por el muslo o haciendo crecer un hijo a partir de una planta producida al plantar el testículo izquierdo en el suelo de la Luna.
En otras obras de protociencia ficción, el sexo en sí, de cualquier tipo, se equiparaba a los deseos más bajos o a la "bestialidad", como en Los viajes de Gulliver (1726), que contrapone a los animalescos y abiertamente sexuales Yahoos con los reservados e inteligentes Houyhnhnhnms. Entre las primeras obras que mostraban a personajes sexualmente abiertos como moralmente impuros se encuentra la primera historia lésbica de vampiros Carmilla (1872) de Sheridan Le Fanu (recopilada en In a Glass Darkly).
Herland, novela utópica de 1915 escrita por Charlotte Perkins Gilman, describe la visita de tres hombres a una sociedad exclusivamente femenina en la que las mujeres se reproducen por partenogénesis.

### Épocapulp(1920-1930)

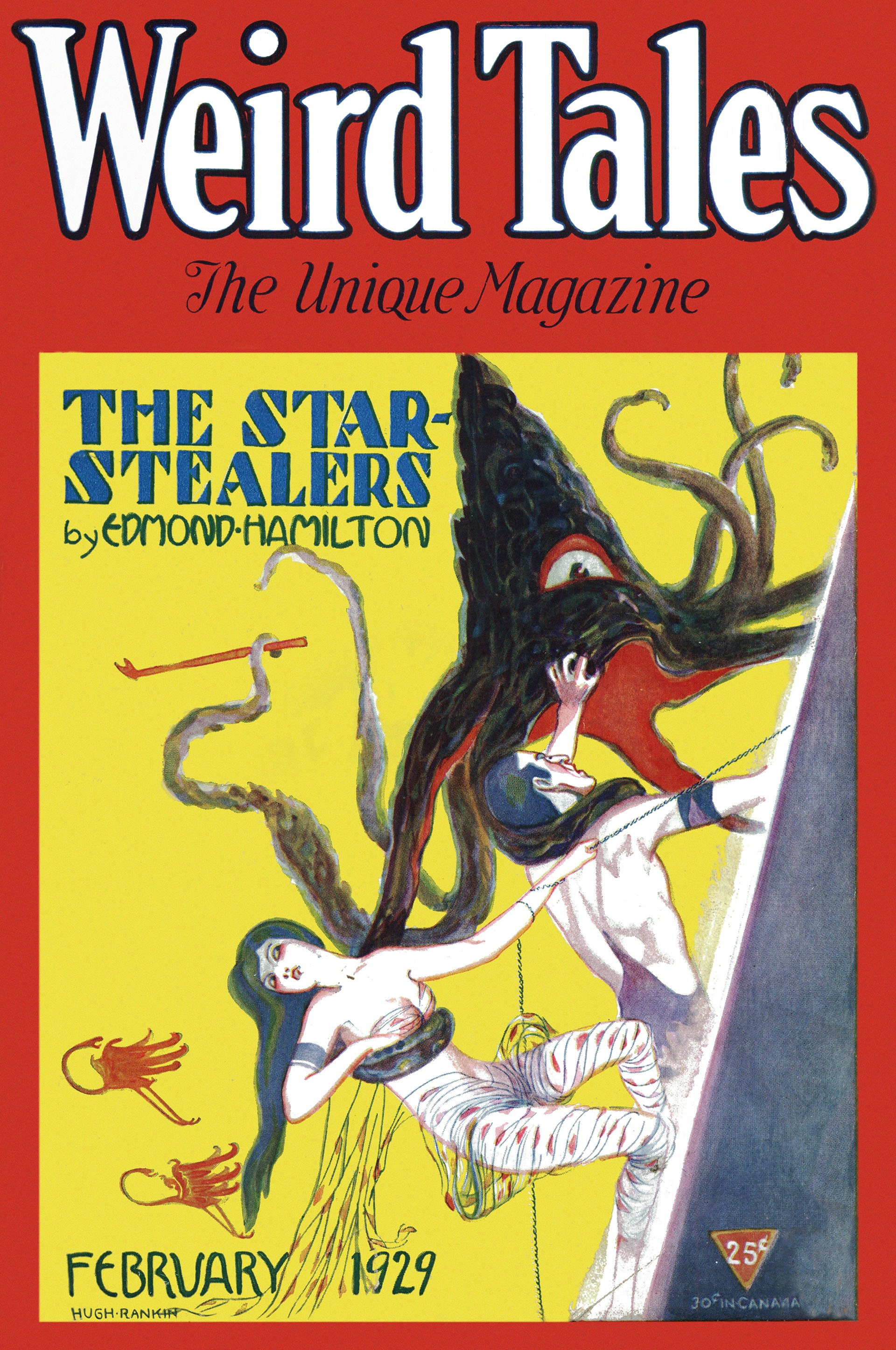
Portada de Weird Tales de febrero de 1929, en la que aparece una joven con poca ropa.

Durante la época pulp, la sexualidad explícita de cualquier tipo no era característica de la ciencia ficción y la fantasía de género. El tratamiento franco de los temas sexuales de la literatura precedente había sido abandonado. Durante muchos años, los editores que controlaban lo que se publicaba, como Kay Tarrant, editor adjunto de Astounding Science Fiction, consideraron que debían proteger al público adolescente masculino que identificaban como su principal mercado. Aunque las portadas de algunas revistas pulp de los años treinta mostraban mujeres con poca ropa amenazadas por alienígenas con tentáculos, las portadas eran a menudo más escabrosas que el contenido de las revistas. La sexualidad implícita o encubierta era tan importante como la que se revelaba abiertamente. En este sentido, la ciencia ficción de género reflejaba las costumbres sociales de la época, en paralelo a los prejuicios comunes. Esto era particularmente cierto en la ficción pulp, más que en las obras literarias de la época.
La llamada de Cthulhu, relato corto seminal de H. P. Lovecraft publicado por primera vez en 1928 en la revista pulp Weird Tales, comenzó lo que se convirtió en los Mitos de Cthulhu, un universo de ficción compartido retomado por otros escritores y que afectó considerablemente a todo el campo de la fantasía. El libro de Bobby Derie Sex and The Cthulhu Mythos (2014) trata ampliamente los diversos aspectos sexuales de estos Mitos:
"H. P. Lovecraft fue uno de los seres más asexuales de la historia, al menos según sus propias palabras. Aceptemos o no esta visión de sus propios instintos sexuales, no se puede negar que la sexualidad (normal y aberrante) subyace en una serie de relatos significativos de la obra de Lovecraft. La fecundación de una mujer humana por Yog-Sothoth en El horror de Dunwich y el apareamiento de humanos con extrañas criaturas del mar en La sombra sobre Innsmouth son sólo dos ejemplos de ello".
Sex and The Cthulhu Mythos examina los usos significativos del amor, el género y el sexo en la obra de H. P. Lovecraft, continuando con algunos de sus principales discípulos y señalando que "la obra de escritores tan significativos de la tradición de Lovecraft como Robert E. Howard, Clark Ashton Smith, Ramsey Campbell, W. H. Pugmire y Caitlín R. Kiernan, presenta una sexualidad mucho más explícita que cualquier cosa que Lovecraft pudiera haber imaginado". Por último, Derie estudia los temas sexuales en otros ámbitos, como el ocultismo lovecraftiano, el manga y el anime japoneses, e incluso el fanfiction lovecraftiano.
En la novela distópica de Aldous Huxley, Un mundo feliz (1932), se ha abolido la reproducción natural y los embriones humanos se crían artificialmente en "criaderos y centros de acondicionamiento". Se promueve el sexo recreativo, a menudo como actividad de grupo; lo que se hace pasar por una ceremonia religiosa consiste en que seis hombres y seis mujeres se reúnen una vez a la semana para celebrar una "orgía porfía". Para prepararse para esta vida, se obliga a los niños y niñas a participar en juegos sexuales como parte del plan de estudios oficial en lo que toma por guarderías y escuelas primarias. Por otro lado, el matrimonio, el embarazo, el parto natural y la crianza de los hijos se consideran demasiado vulgares para ser mencionados en una conversación educada. Una parte importante de la trama tiene que ver con la Reserva Savage, en Nuevo México, donde el matrimonio, el embarazo y la maternidad siguen siendo practicados por los nativos americanos del lugar. Linda, una mujer de la "civilizada" Londres que fue abandonada allí y se aferró a sus costumbres sexuales, es perseguida como "una ramera" por las mujeres locales a cuyos maridos sedujo. John, el hijo de Linda, que creció en la Reserva pero siempre estuvo alejado de su sociedad, llega a Londres y allí se enamora profundamente de una chica, con la que busca una feliz consumación amorosa y a la que luego agrede violentamente por celos cuando se comporta según las costumbres sexuales de su sociedad.
Uno de los primeros ejemplos de ciencia ficción de género en el que se practica una actividad sexual poco convencional es Odd John (1935), de Olaf Stapledon. John es un mutante con habilidades mentales extraordinarias que no se deja someter a muchas de las reglas impuestas por la sociedad británica ordinaria de su época. En la novela se da a entender que mantiene relaciones sexuales con su madre y que seduce a un chico mayor que él, que se convierte en devoto suyo pero que también sufre por la afrenta que la relación supone para su propia moral. Al final, John llega a la conclusión de que cualquier interacción sexual con humanos "normales" es similar a la zoofilia.
La guerra de las salamandras (1936), novela satírica de ciencia ficción del escritor checo Karel Čapek, trata del descubrimiento en el Pacífico de una raza de habitantes del mar, una raza inteligente de tritones, que al principio son esclavizados y explotados por los humanos y más tarde se rebelan y entran en guerra contra ellos. El libro incluye un detallado apéndice titulado "La vida sexual de los tritones", que examina la sexualidad y los procesos reproductivos de los tritones en un pastiche de academicismo. Se trata de uno de los primeros intentos de especular sobre la forma que puede adoptar el sexo entre seres inteligentes no humanos.
El relato Shambleau (1934), de C.L. Moore, comienza con lo que parece una clásica situación de damisela en apuros: el protagonista, el aventurero espacial Northwest Smith, ve a una "muchacha de dulce apariencia" perseguida por una turba que pretende matarla e interviene para salvarla. Pero una vez que la lleva a su habitación, ella resulta ser una criatura alienígena disfrazada que extiende sus inhumanamente largos mechones de pelo, atrapando a Smith en una especie de esclavitud psíquica y agotándole la vida, y de no ser porque su compañero llega y la mata, todo habría acabado con su muerte. La historia tiene poco sexo explícito, y no hay más contacto físico que el del cabello de la "chica" con el cuerpo de Smith; sin embargo, la historia explora claramente temas sexuales de una forma muy atrevida para su época.
En Esa horrible fortaleza, obra de C.S. Lewis, se concede un lugar destacado entre el elenco de villanos a una lesbiana monstruosa: la señorita Hardcastle, jefa de seguridad del "Instituto" satánico que, literalmente, pretende apoderarse del mundo. Hardcastle es presentada como una sádica empedernida que se complace en torturar a "suaves" jovencitas e infligirles quemaduras con un cigarrillo encendido.

### Edad de oro (1940-1950)

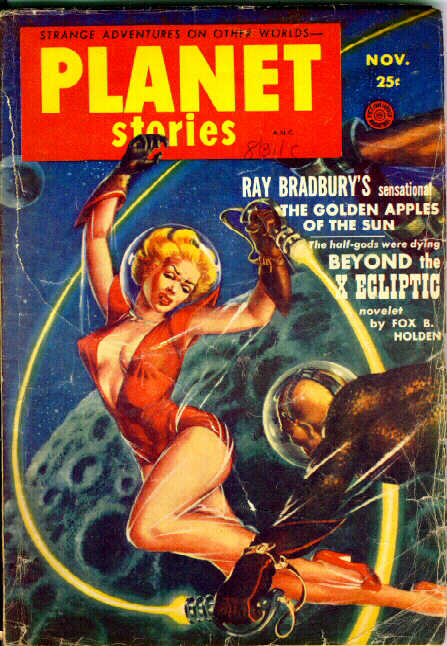
Portada de Planet Stories (1953) mostrando a una astronauta que luce como una voluptuosa pin-up.

En cuanto a la aversión al material sexual en las revistas de ciencia ficción hasta bien entrada la década de 1950, Sam Moskowitz señaló:
En el Fantasy Times de diciembre de 1945, Thomas S. Gardner, Ph.D., dijo: "El sexo debería incorporarse a la ciencia ficción como un patrón de vida estándar y tratarse desde todas las fases, del mismo modo que se discuten los sistemas políticos..... Pero basta con mencionar el sexo y uno tiene entre manos no sólo una lucha figurada, sino una lucha literal. El sexo es muy, muy tabú, y puede provocar los desacuerdos más violentos posibles. Es difícil entender por qué". G. Legman, autoridad en erótica, presentó su teoría. "La razón de esto [la aversión al sexo] no se debe ni a la supervisión ni a la censura externa, sino al hecho de que el mayor porcentaje del público de... la literatura de ciencia ficción pulp está compuesto por chicos adolescentes (que siguen leyéndola incluso después de haber crecido), que tienen terror a las mujeres, al sexo y al vello púbico". Lo anterior podría explicar la política que mantuvo el sexo fuera de la ciencia ficción, pero no explica el rechazo absoluto de ese material hasta The Lovers, de Philip José Farmer. La respuesta más probable es que la ciencia ficción es una literatura de ideas. Las personas que la leen se entretienen e incluso encuentran evasión a través de la estimulación mental. El sexo, vulgar o artístico, está a su disposición en innumerables formas si lo desean, pero el tipo de especulación intelectual que disfrutan sólo se presenta en la ciencia ficción. 
A medida que los lectores de ciencia ficción y fantasía empezaron a envejecer en la década de 1950, los escritores pudieron introducir una sexualidad más explícita en sus obras.
William Tenn escribió Venus and the Seven Sexes en 1949, en la que presentaba a los Plookhs, nativos del planeta Venus, que requieren la participación de siete sexos diferentes para reproducirse y que son corrompidos por el director de cine humano Hogan Shlestertrap. Este relato, más bien satírico, podría ser el primer caso en que un autor especula con la posibilidad de que las criaturas tengan más de dos sexos, idea que luego retomaron varios otros.
Philip José Farmer escribió The Lovers (1952), posiblemente el primer relato de ciencia ficción cuyo tema principal es el sexo, y Strange Relations (1960), una colección de cinco relatos sobre las relaciones sexuales entre humanos y alienígenas. En su novela Flesh (1960; ampliada en 1968), un hombre hipermasculino con cuernos impregna ritualmente a legiones de vírgenes para contrarrestar el declive de la fertilidad masculina.

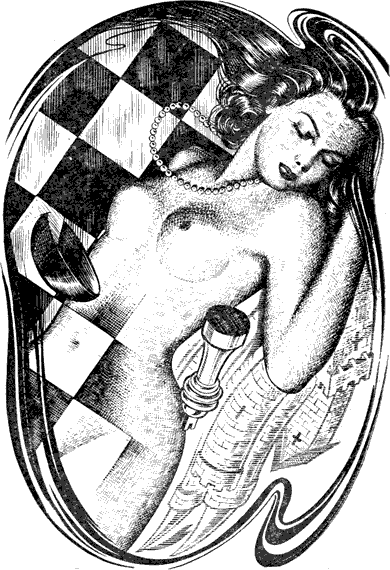
Una ilustración de Ebel para Breaking Point, de James E. Gunn, aparecida en Space Science Fiction, marzo de 1953.

Theodore Sturgeon escribió muchos relatos que hacían hincapié en la importancia del amor independientemente de las normas sociales vigentes, como The World Well Lost (1953), un cuento clásico sobre la homosexualidad alienígena, y la novela Venus más X (1960), en la que un hombre contemporáneo despierta en un lugar futurista donde la gente es hermafrodita.
Cuando The Puppet Masters, de Robert A. Heinlein, se publicó originalmente en 1951, fue censurada por la editorial para eliminar varias referencias sexuales. La escena inicial, en la que el protagonista es llamado urgentemente al cuartel general de madrugada, fue reescrita para eliminar toda mención a que estaba en la cama con una chica a la que había ligado casualmente. La versión publicada sí mencionaba que los invasores alienígenas del libro hacen que los seres humanos cuyos cuerpos toman pierdan la sensibilidad sexual, pero eliminó una sección posterior en la que se mencionaba que, tras un tiempo en la Tierra, los invasores "descubrieron el sexo" y empezaron a participar en orgías salvajes e incluso a retransmitirlas por televisión en las zonas bajo su control. Treinta años más tarde, con las costumbres cambiantes, Heinlein publicó el libro completo, sin expurgar.
El relato de viajes en el tiempo de Heinlein Todos ustedes, zombis (1959) narra la historia de un joven (que más tarde se revelaría como intersexual) que retrocede en el tiempo y es engañado para que deje embarazada a su yo femenino más joven antes de someterse a un cambio de sexo. Luego resulta ser el vástago de esa unión, con el paradójico resultado de que es a la vez su propio padre y su propia madre. En Tiempo para amar (1973), el protagonista recurrente de Heinlein, Lazarus Long (que nunca envejece y tiene una vida extremadamente larga y llena de acontecimientos), viaja hacia atrás en el tiempo hasta la época de su propia infancia. Como resultado involuntario, se enamora de su propia madre. No se siente culpable por perseguir y finalmente consumar esa relación, considerándola simplemente como una joven extremadamente atractiva llamada Maureen que casualmente le dio a luz hace miles de años (en lo que a su línea temporal personal se refiere). La secuela, To Sail Beyond the Sunset (1987), tiene lugar después de que Maureen descubriera la verdadera identidad de su amante, y muestra que, por su parte, estaba más divertida que sorprendida o enfadada.
Guerra de alados (1958), de Poul Anderson, se centra en una especie de criaturas inteligentes aladas y las diferencias sexuales ocupan un lugar central en su trama. De las dos sociedades mutuamente hostiles que aparecen en el libro, una practica el matrimonio monógamo, mientras que en la otra hay una orgía indiscriminada y salvaje cada primavera, y celibato absoluto el resto del año. Irónicamente, ambas sociedades se consideran castas y la otra depravada: "Nosotros nos mantenemos fieles a nuestros compañeros mientras ellos follan indiscriminadamente, ¡qué asco!"; "Nosotros mantenemos el sexo donde debe estar, en una semana al año en la que no eres realmente tú mismo. Ellos lo hacen todo el año, ¡qué asco!". Los humanos que aterrizan en el planeta intervienen en la guerra de siglos, mostrando a los miembros de las dos sociedades que no son tan diferentes entre sí.
Otra novela de Poul Anderson de la misma época, Virgin Planet (1959), trata sin rodeos la homosexualidad y el poliamor en un mundo exclusivamente femenino. El giro argumental consiste en que el protagonista es el único varón en un mundo de mujeres, y aunque bastantes de ellas están interesadas en mantener relaciones sexuales con él, éstas nunca llegan a consumarse durante su estancia en el planeta.
Una imagen especular fue presentada por A. B. Chandler en Spartan Planet (1969), que presenta un mundo exclusivamente masculino, donde por definición las relaciones homosexuales son las relaciones sexuales normales (y únicas). La trama gira en torno a la explosiva agitación social que se produce cuando el planeta es descubierto por una nave espacial procedente de la galaxia exterior, cuya tripulación incluye tanto hombres como mujeres.
Hasta finales de los años sesenta, pocos escritores representaban una sexualidad alternativa o revisionaban los roles de género, y tampoco exploraban abiertamente las cuestiones sexuales.
De forma más convencional, los libros de A. B. Chandler incluyen numerosos episodios de sexo en caída libre, sus personajes (hombres y mujeres por igual) son muy propensos a las relaciones extramatrimoniales y tienden a pasar los aburridos viajes de meses por el Espacio Profundo formando complicados triángulos amorosos.

## Tramas y temas

### Nueva Ola (1960-1970)
A finales de la década de 1960, la ciencia ficción y la fantasía empezaron a reflejar los cambios provocados por el movimiento en favor de los derechos civiles y la aparición de una contracultura. Dentro de los géneros, estos cambios se incorporaron a un movimiento llamado "la Nueva Ola", más escéptico con la tecnología, más liberado socialmente y más interesado en la experimentación estilística. Los escritores de la Nueva Ola se interesaban más por el "espacio interior" que por el exterior. Eran menos tímidos con la sexualidad explícita y más favorables a la reconsideración de los roles de género y el estatus social de las minorías sexuales. Entre los autores que escribían sobre temas sexuales se encontraban Joanna Russ, Thomas M. Disch, John Varley, James Tiptree Jr. y Samuel R. Delany. Bajo la influencia de editores y autores de la Nueva Ola, como Michael Moorcock (editor de la influyente revista New Worlds) y Ursula K. Le Guin, las representaciones simpáticas de la sexualidad y el género alternativos se multiplicaron en la ciencia ficción y la fantasía, convirtiéndose en algo habitual.
En The Interpreter (1960), novela de Brian Aldiss publicada en EE. UU. como Bow Down to Nul, la Tierra es un atrasado planeta colonia del imperio galáctico de los Nuls, una gigantesca raza alienígena civilizada que tiene tres extremidades. La trama, que trata de las complicadas relaciones entre los humanos y sus gobernantes Nul, toca entre otras cosas el sexo Nul. Los Nul no llevan ropa, pero su equivalente de manos y brazos son amplias membranas que normalmente se mantienen en una posición fija ante el cuerpo, sin moverse ni siquiera cuando los "dedos" manipulan una herramienta. Sólo en un contexto sexual se apartan las manos, para revelar los órganos genitales que hay detrás, el equivalente a los humanos que se desnudan. En una escena, el protagonista humano es capaz de sintonizar un dispositivo sensorial Nul erótico (o pornográfico), hecho para consumo interno Nul y no destinado a los humanos, que reproduce el éxtasis salvaje que sienten los Nuls cuando se atreven a apartar sus manos membranosas y revelar sus cuerpos el uno al otro (similar en algunos aspectos a la excitación sexual humana, pero también muy diferente).
Los libros Forastero en tierra extraña (1961) y La Luna es una cruel amante (1966) de Robert A. Heinlein, presentan los matrimonios heterosexuales en grupo y la desnudez pública como normas sociales deseables, mientras que en Tiempo para amar (1973) de Heinlein, el personaje principal defiende enérgicamente la futura libertad del sexo homosexual. El personaje de Heinlein, Lazarus Long, viaja en el tiempo hasta la época de su propia infancia y descubre, para su sorpresa y vergüenza (inicial), el deseo sexual de su propia madre, pero superando esta vergüenza inicial, llega a pensar en ella simplemente como "Maureen", una joven atractiva que está lejos de serle indiferente.
El relato Aye, and Gomorrah (1967) de Samuel R. Delany, ganador del Premio Nébula, plantea el desarrollo de astronautas humanos castrados y, a continuación, describe a las personas que se sienten sexualmente atraídas por ellos. Al imaginar un nuevo género y la orientación sexual resultante, el relato permite a los lectores reflexionar sobre el mundo real manteniendo cierta distancia. En su novela de ciencia ficción de 1975 titulada Dhalgren, Delany plasma personajes de sexualidades muy diversas. Una vez más, el sexo no es el tema central de la novela, aunque contiene algunas de las primeras escenas explícitamente descritas de sexo gay en la ciencia ficción. Delany retrata, casi siempre con afecto, a personajes con una amplia variedad de motivaciones y comportamientos, con el efecto de revelar al lector el hecho de que este tipo de personas existen en el mundo real. En obras posteriores, Delany difumina la línea que separa la ciencia ficción de la pornografía gay. Delany tuvo que hacer frente a la resistencia de las empresas distribuidoras de libros por su tratamiento de estos temas.
En 1968, El vuelo del dragón, de Anne McCaffrey, inauguró la serie Los jinetes de dragones de Pern, que describe la vida de los humanos en estrecha colaboración con los dragones. En una escena clave, la joven Reina Dragón dorada emprende su vuelo de apareamiento, perseguida por los dragones macho, hasta que finalmente uno de ellos la alcanza y se enzarzan en un apasionado apareamiento en el aire, con sus cuellos y alas enroscados uno alrededor del otro. En tierra, la mujer y el hombre que son los jinetes de estos dragones comparten su pasión telepáticamente, e inevitablemente se abrazan y besan salvajemente, embarcándose en un apareamiento humano paralelo.
Ursula K. Le Guin explora formas radicalmente alternativas de sexualidad en La mano izquierda de la oscuridad (1969) y de nuevo en Mayoría de edad en Karhide (1995), que imaginan la sexualidad de una especie "humana" alienígena en la que los individuos no son "machos" ni "hembras", sino que experimentan un ciclo sexual mensual en el que se les activan al azar los órganos sexuales y las capacidades reproductivas masculinas o femeninas; esto les convierte en bisexuales en cierto sentido, y en andróginos o hermafroditas en otros sentidos. Es habitual que un individuo de esa especie experimente en algún momento de su vida el embarazo y el parto, mientras que en otro momento tiene el rol masculino y fecunda a otra persona. En la novela, el líder político de Genthian, que parece externamente masculino, se queda embarazado.
Le Guin ha escrito consideraciones sobre su propia obra en dos ensayos, "¿Es necesario el género?" (1976) y "¿Es necesario el género? Redux" (1986), que responden a críticas feministas y de otro tipo sobre La mano izquierda de la oscuridad. En estos ensayos, deja claro que la suposición de la novela de que los gethenianos encontrarían automáticamente una pareja del género opuesto al que se estaban convirtiendo produjo una heteronormatividad involuntaria. Le Guin ha escrito posteriormente muchos relatos que examinan las posibilidades que la ciencia ficción ofrece a la sexualidad no tradicional, como la unión sexual entre clones en Nueve vidas (1968) y los matrimonios entre cuatro personas en Mountain Ways (1996).
La complicada trama de la novela fantástica Las armas de Avalón (1970), de Roger Zelazny, incluye que el protagonista Corwin conoce y hace el amor con Dara, que parece una joven normal (y muy atractiva). Pero al final del libro, cuando ella camina por el poderoso y mágico "Patrón", va cambiando, su pelo "crepita con electricidad estática" y luego parece que le crecen cuernos y pezuñas, después se convierte en un gato enorme, luego en "una cosa alada brillante de belleza indescriptible" seguida de "una torre de cenizas". Finalmente, vuelve a ser una Dara reconocible, pero "alta y magnífica, hermosa y horrible al mismo tiempo, con los brazos alzados en señal de júbilo y una risa inhumana brotando de sus labios". Sorprendido, Corwin se pregunta: "¿De verdad había sostenido, acariciado, hecho el amor... a eso?". Mientras Corwin se debate entre la repulsión y la atracción, la transformada Dara se declara su enemiga mortal y némesis, y desaparece. Los editores de Zelazny no tuvieron ningún problema con esta escena final y sus ambiguas connotaciones sexuales, pero sí se opusieron a una escena sexual anterior (directa pero explícita para los estándares editoriales estadounidenses de los años setenta) entre Corwin y la aparentemente normal Dara. A Zelazny le hizo gracia que el editor del libro le pidiera que la eliminara "para no poner en riesgo las ventas a las librerías". Esa escena eliminada nunca ha aparecido con la novela, ni siquiera en ediciones posteriores cuando las normas se hicieron más flexibles, pero se imprimió por primera vez en The Collected Stories of Roger Zelazny, Volume 3: This Mortal Mountain.
En su novela Los propios dioses (1972), Isaac Asimov describe una raza alienígena con tres géneros, todos ellos necesarios para la reproducción sexual. Un género produce una forma de esperma, otro género proporciona la energía necesaria para la reproducción, y los miembros del tercer género engendran y crían a la descendencia. Los tres géneros están incluidos en las normas sexuales y sociales de comportamiento esperado y aceptable. En esta misma novela se describen los peligros y problemas del sexo en microgravedad, y mientras que las personas nacidas en la Luna lo practican con destreza, las de la Tierra no.
En Tres mundos a conquistar, de Poul Anderson, aparecen seres parecidos a centauros que viven en Júpiter y tienen tres géneros: femenino, masculino y " semimasculino ". Para concebir, una hembra debe mantener relaciones sexuales con un macho y un semimacho con poco tiempo de diferencia. En la sociedad de la protagonista, existen familias tripartitas estables y armoniosas que constituyen un ménage à trois formalizado en el que los tres miembros de la relación están en igualdad de condiciones. En esa sociedad, el individuo siente un fuerte apego por los tres progenitores (madre, padre y semipadre), que participan en la crianza de los jóvenes. Por el contrario, entre los crueles invasores que amenazan con destruir la patria y la cultura del protagonista, los machos dominan totalmente tanto a las hembras como a los semimachos; a estos últimos se les mata al nacer o se les conserva sometidos para la reproducción, lo que el protagonista considera una aberración barbárica.
En el relato satírico de Anderson Un festín para los dioses, el dios griego Hermes visita la América moderna y mantiene relaciones sexuales ocasionales con una mujer estadounidense, que le dice que "toma la píldora" y no se toma en serio que Hermes le diga que "el abrazo de un dios siempre es fértil". Acaba embarazada y destinada a dar a luz a un moderno semidiós.
Las autoras feministas de ciencia ficción imaginaron culturas en las que la homosexualidad y la bisexualidad, así como diversos modelos de género, eran la norma. When It Changed (1972), el premiado relato corto de Joanna Russ que retrata una sociedad lésbica exclusivamente femenina que florece sin hombres, y su novela El hombre hembra (1975), ejercieron una enorme influencia. Russ fue en gran parte responsable de la introducción del feminismo lésbico radical en la ciencia ficción.
La escritora bisexual Alice Bradley Sheldon, que utilizó James Tiptree, Jr. como seudónimo, exploró el impulso sexual como temática principal. Algunos relatos de Tiptree retratan a humanos que se obsesionan sexualmente con alienígenas, como And I Awoke and Found Me Here on the Cold Hill's Side (1972), o a alienígenas que sufren abusos sexuales. The Girl Who Was Plugged In (1973) es un precursor del ciberpunk que describe una relación a través de un cuerpo controlado cibernéticamente. En su premiada novela Houston, Houston, Do You Read? (1976), Tiptree presenta una sociedad exclusivamente femenina tras la extinción de los hombres debido a una enfermedad. La sociedad carece de problemas estereotípicamente "masculinos", como la guerra, pero está estancada. Las mujeres se reproducen mediante clonación y consideran que los hombres son cómicos.
En la novela The Way to Spook City, de Robert Silverberg, el protagonista conoce y tiene una aventura con una mujer llamada Jill, que parece completamente humana, y convincente y apasionadamente femenina. Cada vez más enamorado de ella, sigue teniendo la persistente sospecha de que ella es en realidad un miembro disfrazado de la misteriosa especie extraterrestre conocida como "Spooks", que ha invadido y se ha apoderado de gran parte de Estados Unidos. Hasta el final, el protagonista se plantea constantemente dos preguntas: ¿Es humana o un Spook? Y si es una Spook, ¿podrían ambos, a pesar de todo, hacer una vida juntos?
En la larga e infructuosa guerra espacial descrita en La guerra interminable, de Joe Haldeman, el creciente sentimiento de alienación del protagonista se manifiesta, entre otras cosas, cuando es nombrado oficial al mando de una "fuerza de ataque" cuyos soldados son exclusivamente homosexuales, y a los que les molesta que les dirija un heterosexual. Más adelante en el libro, el protagonista descubre que mientras luchaba en el espacio la humanidad ha empezado a clonarse a sí misma, dando lugar a una nueva especie colectiva que se hace llamar simplemente "Hombre". Por suerte para el protagonista, Hombre ha establecido varias colonias de humanos heterosexuales a la antigua usanza, por si el cambio evolutivo resulta ser un fracaso. En una de estas colonias, el protagonista se reencuentra felizmente con su amada perdida hace mucho tiempo y se embarcan en un matrimonio monógamo y en tener hijos mediante la reproducción sexual y el embarazo femenino, una forma de vida increíblemente arcaica y anticuada para la mayor parte de la humanidad de la época.
La novela de ciencia ficción Una luz diferente (1978), de Elizabeth A. Lynn, presenta una relación entre dos personas del mismo sexo (dos hombres) e inspiró el nombre de la cadena de librerías LGBT A Different Light. La serie de novelas de Lynn Crónicas de Tornor (1979-80), la primera de las cuales ganó el Premio Mundial de Fantasía, fue una de las pioneras en incluir las relaciones homosexuales como parte del trasfondo cultural. Lynn también escribió novelas con escenas de sadomasoquismo.
John Varley, que también saltó a la fama en la década de 1970, es otro escritor que abordó temas sexuales en su obra. En su serie de relatos y novelas Ocho mundos, la humanidad ha conseguido la capacidad de cambiar de género de forma rápida, fácil y completamente reversible, lo que lleva a una actitud desenfadada en la que las personas cambian de género una y otra vez según el capricho repentino que se les antoje. Al principio, la homofobia inhibe la adopción de esta tecnología, ya que genera cambios drásticos en las relaciones, y la bisexualidad se convierte en el modo por defecto de la sociedad. Los temas sexuales ocupan un lugar central en la historia "Opciones": Cleo, una mujer casada que vive en King City, decide convertirse en hombre a pesar de las objeciones de su marido. Bajo el nombre de "Leo", descubre lo que significa ser un hombre en su sociedad e incluso se convierte en el mejor amigo de su marido. También se entera de que la gente está adoptando nuevos nombres que históricamente no son ni masculinos ni femeninos. Con el tiempo, vuelve a ser mujer con el nombre de "Nilo". En su trilogía Gaea (1979-1984), Varley presenta protagonistas lesbianas.
Los personajes femeninos de las películas de ciencia ficción, como Barbarella (1968), siguieron representándose a menudo como simples sex kittens.

### Ciencia ficción moderna (post-Nueva Ola)
Tras el derribo de límites que se produjo en las décadas de 1960 y 1970, el sexo en la ciencia ficción de género obtuvo una mayor aceptación y a menudo se incorporó sin mayores comentarios a historias de ciencia ficción que, de otro modo, serían convencionales.
En 1968 Jack Vance introdujo la serie El planeta de la aventura, el cual está habitado por cuatro razas alienígenas diferentes, cada una con su propia sociedad y cultura diferenciadas. Una de ellas (los depredadores Dirdir, en parte felinos y en parte pájaros) se describe como poseedora de una sexualidad muy compleja, con muchos géneros diferentes que dan lugar a muchas combinaciones distintas de compatibilidad de sexos a la hora de mantener relaciones sexuales y procrear, aunque cada cruce parece seguir implicando sólo a dos individuos.
La serie de Jack L. Chalker Well World (1977) describe un mundo diseñado por la superciencia de una raza extraterrestre desaparecida, los markovianos, que está dividido en numerosos "hexágonos", cada uno habitado por una distinta raza inteligente. Cualquiera que entre en uno de estos hexágonos se transforma en un miembro de la raza local. Este recurso argumental da un amplio margen para explorar la biología y las culturas divergentes de las distintas especies, incluida su vida sexual. Por ejemplo, una humana que entra en un hexágono habitado por una raza de insectoides inteligentes se transforma en una hembra de esa especie, siente deseo sexual por un macho y se aparea con él. Demasiado tarde descubre que en esta especie el embarazo es fatal: la madre es devorada desde dentro por sus larvas.
Más adelante, un villano muy macho se hace con el control de un superordenador cuyo poder incluye la capacidad de "rediseñar" los cuerpos de las personas según casi cualquier especificación. Éste utiliza el ordenador para dotarse de un cuerpo "superviril", capaz de un número prácticamente ilimitado de erecciones y eyaculaciones, y luego procede a transformar a sus enemigos masculinos en hermosas mujeres e inducir en ellos un fuerte deseo sexual hacia él. Sin embargo, una avería informática devuelve a estos cautivos sus mentes normales. Aunque todavía están en cuerpos femeninos, estos cuerpos fueron diseñados con gran fuerza y resistencia, para permitirles someterse a repetidos encuentros sexuales. Por tanto, están bien equipadas para perseguir, atrapar y castigar adecuadamente a su agresor.
En Jem (1979), de Frederik Pohl, los humanos que exploran el planeta Jem descubren por experiencia que los seres del lugar emiten una lecha que tiene un fuerte efecto afrodisíaco sobre ellos. Personajes que hasta entonces no se sentían atraídos en absoluto el uno por el otro se ven de repente envueltos en relaciones sexuales salvajes e incontrolables. En el irónico final, sus descendientes colonizan el planeta y construyen una sociedad y una cultura distintivas, y desarrollan la costumbre de celebrar la Navidad estimulando deliberadamente a los seres locales para que emitan la lecha, después se quitan la ropa y se enzarzan en una orgía desenfrenada e indiscriminada, siendo sus cópulas acompañadas por un coro de los seres esclavizados indígenas del planeta a los que se enseñó a cantar Buen Rey Venceslao, cuyo significado cristiano fue olvidado hace tiempo.
También ambientado en un planeta alienígena, el aclamado relato corto Bloodchild (1984) de Octavia E. Butler describe la compleja relación entre los refugiados humanos y los alienígenas con aspecto de insecto que los mantienen en una reserva para protegerlos, pero también para utilizarlos como huéspedes para procrear a sus crías. Llamada a veces la "historia del hombre embarazado" de Butler, Bloodchild ganó el Premio Nébula, el Premio Hugo y el Premio Locus. Otras obras de Butler exploran el mestizaje, el sexo no consensuado y la hibridez.
En Homefaring (1982), novela de Robert Silverberg, el protagonista entra en la mente de una langosta inteligente en un futuro muy lejano y experimenta todos los aspectos de la vida de las langostas, incluido el sexo: "Se acercó a una hembra, sabiendo con precisión cuál era la apropiada, y le cantó, y ella reconoció su canto con un canto propio, y levantó su tercer par de patas para él, y le dejó plantar sus gametos junto a sus oviductos. No había placer aparente en ello, como él recordaba el placer de su época como humano. Sin embargo, le produjo una sutil pero inconfundible sensación de plenitud, de culminación del destino biológico, que tenía una especie de finalidad orgásmica, y le dejó tranquilo y anclado en el centro absoluto de su alma". Cuando por fin regresa a su cuerpo humano y con su amante humana, él sigue añorando la vida de langosta, a "su compañera y sus millones de larvas".
Quentin y Alice, los extremadamente tímidos e inseguros protagonistas de la novela fantástica de Lev Grossman The Magicians, pasan años como compañeros de estudios en una Escuela de Magia sin admitir que están profundamente enamorados el uno del otro. Sólo la experiencia de ser convertidos mágicamente en zorros les permite por fin superar sus reservas: "Quentin notaba un olor cada vez más fuerte que los demás. Era un almizcle penetrante, acre y rancio que probablemente a un ser humano le habría olido a orina de gato, pero para un zorro era como una droga. Se abalanzó sobre la fuente del olor y enterró su hocico husmeante en el pelaje de ella, porque desde el principio había sabido, con lo que le quedaba de conciencia, que lo que olía era Alice. Las hormonas vulpinas y los instintos se estaban potenciando, tomando el control, maniatando lo que quedaba de su mente humana racional".

La siguiente escena muestra sexo entre animales:
"Clavó sus dientes en el grueso pelaje del cuello de ella. Aquello no pareció herirla en absoluto, o al menos no de un modo que fuera fácil de distinguir del placer. Él vislumbró los salvajes y oscuros ojos de zorro de Alice entornándose de terror y luego entrecerrándose de placer. Sus respiraciones breves y rápidas flotaban blanquecinas en el aire y se mezclaban y desaparecían. Su pelaje de zorra blanca era áspero y suave al mismo tiempo, y ella emitía pequeños aullidos cada vez que él se introducía más profundamente en su interior. No quería parar nunca".
Al volver a sus cuerpos humanos, Quentin y Alice se muestran al principio aún más tímidos y torpes el uno con el otro, y sólo después de pasar por algunas angustiosas experiencias mágicas son capaces por fin de tener sexo como humanos.
En las novelas y relatos de su saga Vorkosigan (1986-en curso), ganadora de múltiples premios, Lois McMaster Bujold explora muchos ámbitos de la sexualidad, ambientados en un universo ficticio influido por la disponibilidad de replicadores uterinos y una destacada ingeniería genética. Estos ámbitos incluyen una sociedad exclusivamente masculina, la promiscuidad, el celibato monástico, el hermafroditismo y la bisexualidad.
En la novela ganadora del Premio Mythopoeic, Unicorn Mountain (1988), Michael Bishop incluye a un hombre gay enfermo de sida entre los cuidadosamente elaborados personajes centrales, quienes deben hacer frente a una irrupción de unicornios moribundos en su rancho de Colorado. Se explora, tanto literal como metafóricamente, la muerte de la hedonista cultura gay y la campaña de sexo seguro resultante de la epidemia de sida.
El sexo tiene un papel importante en A World of Difference (1990), novela de Harry Turtledove, que tiene lugar en el planeta Minerva (un análogo más habitable de Marte). Los animales de Minerva, incluidos los minervanos sintientes, son hexamerísticamente radio simétricos. Esto significa que tienen seis ojos espaciados equitativamente, ven en todas direcciones y no tienen "parte trasera" por donde alguien pudiera acercarse sigilosamente sin ser notado. Las hembras, a las que los minervanos denominan "compañeras", dan a luz camadas formadas por un macho y cinco hembras, y las "compañeras" siempre mueren después de reproducirse debido a las hemorragias torrenciales producidas en los lugares donde se encontraban adheridos los seis fetos; esto da una multiplicación de la población de 5 por generación si todas las hembras viven hasta la adolescencia y se reproducen.
Las hembras alcanzan la pubertad cuando apenas han salido de la infancia y normalmente sólo experimentan el sexo una vez en la vida, lo que las lleva al embarazo y a la muerte en el parto. Así pues, en la sociedad minervana la dominación masculina parece realmente determinada por un imperativo biológico, aunque adopta formas diferentes en las distintas sociedades minervanas: en algunas las hembras se consideran prescindibles y se comercia con ellas como propiedad, en otras se las aprecia y se llora su trágico destino, pero aun así, su condición de dependientes se da por sentada. Las mujeres americanas que llegan a Minerva y descubren esta situación la consideran intolerable; un elemento importante de la trama son sus esfuerzos, utilizando los recursos de la ciencia médica terrestre, por encontrar una forma de salvar a las hembras minervanas y permitirles sobrevivir al parto. Al final, consiguen salvar a una hembra minervana especialmente simpática, lo que podría abrir el camino a una completa revolución en la sociedad minervana.
El sexo es también un componente importante en otra de las obras de Harry Turtledove, la serie de historia alternativa Worldwar, basada en la premisa de extraterrestres reptiles apodados "Los Lagartos" que invaden la Tierra en 1942, obligando a los humanos a poner fin a la Segunda Guerra Mundial y a unirse contra este enemigo común. Tal y como los describe Turtledove, los "Lagartos" no tienen ningún concepto de que el sexo deba ser privado, y lo practican en público como cualquier otra actividad. Esto hace que los seres humanos de las zonas ocupadas por ellos se sientan escandalizados e indignados por la "inmoralidad" de sus nuevos amos, sobre todo porque los invasores, que prefieren los climas cálidos, dan prioridad a la conquista de los países árabes e islámicos. Por su parte, los invasores están realmente desconcertados por la insistencia de los humanos en tener intimidad para el sexo y por su indignación cuando los guerreros reptiles los sorprenden mientras lo practican. Como se va aclarando poco a poco, en su planeta natal, los "Lagartos" tienen una temporada de apareamiento claramente definida, en la que cesa la actividad normal y se entregan a una orgía indiscriminada de varios días de duración; como sus crías pueden valerse por sí mismas desde el momento en que salen del huevo, no hay cuidados parentales y no tienen matrimonios ni familias, por lo que no hay motivo para establecer la paternidad. Fuera de la época de apareamiento, el sexo no se produce entre ellos y no les concierne.
Sin embargo, al llegar a la Tierra pronto descubren que el jengibre, una especia inocua para los humanos, actúa como un potente narcótico sobre la fisiología de los invasores y provoca que sus hembras se vuelvan sexualmente activas y emitan feromonas fuera de la estación habitual. Esto provoca una perturbación inusitada de su actividad cotidiana, ya que las hembras que habían tomado jengibre se vuelven repentinamente sexuales, y entonces machos y hembras se sienten obligados a entablar inmediatamente el apareamiento antes de poder reanudar su trabajo diario. También surge el fenómeno de las hembras que consumen jengibre deliberadamente a cambio de un pago, ya que la prostitución era completamente desconocida en su sociedad antes de su llegada a la Tierra.
En El mundo al final del tiempo de Frederik Pohl, la forma habitual de producir nuevos humanos en una colonia humana del futuro lejano es que un genetista tome muestras de ADN de dos o más "padres", independientemente de que sean hombres o mujeres. A continuación, el ADN se combina en un laboratorio y los padres llegan para recoger al bebé nueve meses después. Las pocas parejas que prefieren hacerlo a la antigua usanza, un hombre fecundando sexualmente a una mujer, son consideradas excéntricas y extrañas pero inofensivas.
Glory Season (1993), de David Brin, está ambientada en el planeta Stratos, habitado por una cepa de seres humanos diseñados para concebir clones en invierno y niños normales en verano. Todos los clones son hembras, porque los machos no pueden reproducirse individualmente. Además, machos y hembras tienen estaciones opuestas de receptividad sexual; las mujeres son sexualmente receptivas en invierno y los hombres en verano. La novela trata temas de feminismo separatista y determinismo biológico.
En la novela Carnival (2006) de Elizabeth Bear se reinterpreta el tropo del mundo de un solo género, cuando un par de hombres embajadores-espías homosexuales intentan infiltrarse y subvertir la civilización predominantemente lésbica de Nueva Amazonia, cuyos gobernantes matriarcales han esclavizado a los hombres casi por completo.
El mundo fantástico de la novela de Scott Lynch Red Seas Under Red Skies (2007) ofrece una nueva variante del largamente establecido género de la literatura de piratas: la representación de un barco pirata dirigido sobre la base de la completa igualdad de sexos. La tripulación pirata está compuesta por un número aproximadamente igual de hombres y mujeres, y los miembros de la tripulación pueden mantener relaciones sexuales libremente (homosexuales o heterosexuales, según prefieran) cuando están fuera de servicio. Dado que la vida en el barco ofrece pocas posibilidades de intimidad, el sonido de la gente teniendo un ruidoso orgasmo es una parte normal de la rutina nocturna a bordo del Poison Orchid. Sin embargo, cualquier intento de acto sexual sin el consentimiento de la otra persona es castigado inmediata y severamente. La formidable capitana Zamira Drakasha cría a sus dos hijos a bordo, y es muy capaz de combinar ser una luchadora letal y una estricta disciplinaria con su papel de madre amorosa y cariñosa. Tener hijos a bordo es, por otro lado, un privilegio reservado únicamente a la capitana; las demás piratas que se quedan embarazadas deben dejar a sus hijos en tierra.
La trama de The Tamír Triad, de Lynn Flewelling, tiene un importante elemento de transexualidad. Para empezar, el protagonista, el príncipe Tobin, es a primera vista un chico, tanto en su propia percepción como en la de los demás. Los niños que nadan desnudos junto a Tobin no tienen motivos para dudar de su anatomía masculina. Sin embargo, debido a las razones mágicas que constituyen una parte importante de la trama, en la identidad subyacente y esencial Tobin siempre había sido una chica disfrazada. En la cataclísmica escena de cambio mágico de la serie, esto se convierte en un hecho físico evidente, y el príncipe Tobin se convierte en la reina Tamír, despojándose del cuerpo masculino y adquiriendo uno femenino plenamente funcional. Aun así, Tamír tarda un tiempo y un esfuerzo considerables en aceptar su sexualidad femenina.
En Nontraditional Love (2008), de Rafael Grugman, se plantea una sociedad invertida en la que la heterosexualidad está proscrita y la homosexualidad es la norma. Una unidad familiar "tradicional" consiste en dos padres con una madre sustituta. Alternativamente, dos madres, una de las cuales da a luz a un niño. En un guiño a los siempre progresistas Países Bajos, este país es el único lo suficientemente progresista como para permitir el matrimonio entre personas del sexo opuesto. Éste es quizá el ejemplo más evidente de distanciamiento cognitivo. Pone al lector en la piel de los oprimidos al modelar todo un mundo de opuestos en torno a un protagonista heterosexual bastante cotidiano y "normal". Un lector heterosexual no sólo podría identificarse con el protagonista, sino que se vería inmerso en un mundo tan opresivo e intolerante como lo ha sido el mundo real para los homosexuales y la comunidad queer a lo largo de la historia.
En la novela de fantasía Stone Unturned (2018), de Lawrence Watt-Evans, ambientada en el mundo mágico de Ethshar, el joven mago Morvash de las Sombras descubre que algunas de las estatuas de la casa de su tío eran personas reales convertidas en piedra, y se propone hacer lo correcto. La que Morvash consideraba la más inquietante de estas estatuas "estaba escondida en una especie de gruta de mármol en el jardín detrás de la casa, y representaba a un hombre joven y a una mujer joven en lo que cortésmente podría llamarse un abrazo íntimo, o una posición comprometedora. No estaban en el tipo de pose elegante que los artistas utilizan para la erótica, con líneas gráciles que muestran las curvas de la mujer y los músculos del hombre. Estaban en una posición más terrenal. La mujer (realmente una joven) estaba sobre su espalda, con las rodillas levantadas hacia el pecho y la cabeza erguida mientras sus ojos de piedra inexpresivos miraban perpetuamente el vientre del hombre. Tenía la boca abierta como si jadeara. Su compañero estaba arrodillado entre sus piernas, inclinado hacia delante sobre ella, con una mano agarrando su hombro, la otra ocupada en otra cosa. Tenía los ojos cerrados, pero también la boca abierta; Morvash creía que era más un gemido que un jadeo. Casi podía oler el sudor. Ninguno de los dos llevaba ropa alguna, ni había cortinas u hojas de higuera artísticamente colocadas para ocultar los detalles. ¿El mago responsable de esta petrificación lo había hecho deliberadamente, o les había pillado en esa posición por accidente?"
Con el tiempo, resulta que la pareja eran el príncipe Marek de Melitha y Darissa, la aprendiz de bruja, que se habían enamorado profundamente durante una guerra que amenazaba a su reino y que pretendían celebrar la victoria con una sesión de intensos encuentros amorosos en la intimidad de la alcoba del príncipe, pero fueron sorprendidos y convertidos en piedra por un mago al servicio de la envidiosa hermana del príncipe, que pretendía apoderarse del trono. Después, la pareja pasó cuarenta años petrificada, apenas consciente, perpetuamente atrapada en su acto sexual y formando un preciado objeto en la colección de esculturas de Lord Landessin. Cuando el mago Morvash consigue por fin devolverlos a la vida, se encuentran tendidos en el suelo de un gran salón, rodeados de varias otras personas que también revivieron de la petrificación, y se apresuran a separarse y buscar algo que cubra su desnudez. Tras varias otras aventuras, finalmente se casan y completamente vestidos suben al trono de Melitha como Rey y Reina.